# 柔毛冬青
柔毛冬青（学名：Ilex macrocarpa var. reevesiae）为冬青科冬青属下的一个变种。

## 扩展阅读
- 維基物種上的相關：柔毛冬青